# Potrerillos, Concordia
Potrerillos är en ort i Mexiko.   Den ligger i kommunen Concordia och delstaten Sinaloa, i den centrala delen av landet, 800 km nordväst om huvudstaden Mexico City. Potrerillos ligger 1 522 meter över havet och antalet invånare är 502.
Terrängen runt Potrerillos är varierad. Runt Potrerillos är det glesbefolkat, med 10 invånare per kvadratkilometer. Närmaste större samhälle är Santa Lucía, 3,1 km sydväst om Potrerillos. I omgivningarna runt Potrerillos växer huvudsakligen savannskog.